# 山名豊重
山名 豊重（やまな とよしげ）は室町時代の因幡守護。

## 生涯
生年は不明、因幡守護・山名豊時の子として生まれる。史料上の初見は文明18年（1486年）1月15日（『蔭凉軒日録』）である。それ以降将軍･足利義政への随伴が散見される。
長享元年（1487年）9月、足利義尚の六角征伐に父・豊時の名代として従軍。延徳3年（1491年）8月、父と共に上洛、23日朝幕府に出仕し、27日には足利義材の六角征伐に従軍した。明応2年（1493年）2月、義材の河内出陣に従軍。同年4月の明応の政変の際には父・豊時が足利義澄方に属したのに対して自身は義材陣営に属した。しかし、これはただ単に両陣営の観察が目的であったようで、閏4月25日に義材が捕らえられた時点では既に義材陣営から離脱している。
文亀年間に家督の譲与が行われたとみられ、永正元年（1504年）3月23日、私部志谷口合戦で北川氏の戦功を賞したのが守護としての初見である。
守護就任間もない頃から但馬惣領家の山名致豊とのつながりが確認され、致豊の意向を豊重が国人に取り次ぐ形式が散見されることから因幡守護家が但馬惣領家の強い影響下に置かれていたことが明らかになっている。
永正3年（1506年）2月、石清水八幡宮領伯州山田別宮の保全を致豊と共に命ぜられる。この時、伯耆守護・山名澄之征伐のため伯耆出陣が計画されたが、同年12月時点で出陣までには至っていない。田総氏宛ての書状には澄之の所行を「言語道断」と豊重が怒る旨が記され、尼子経久の支援で前守護・山名尚之を追放した澄之の行動に強い危機感を抱いていたことが分かる（『萩藩閥閲録』所収「永正3年12月22日付山名豊重書状写」）。
永正元年（1504年）10月、大内氏に対して義材上洛に協力する旨を伝え、永正5年（1508年）2月、今度は足利義澄から上洛して義材軍に備えるよう求められるがこれを無視する。永正8年（1511年）8月の船岡山合戦には致豊名代として弟・豊頼と共に義材陣営に加わる。
永正9年（1512年）11月21日、備後守護代還補の件を備後国人・上山加賀守に告げたのが史料上で確認される最後の姿である。
高橋正弘の説によれば、同年12月に山名誠豊の支援を受けた弟・豊頼によって布勢天神山城において殺害されたとされる。同説では、『因幡民談記』に記されている「申ノ歳崩れ」とはこれが原型となっており、史料不足による誤認から天文17年（1548年）の山名久通の没落伝承と結び付けられたと指摘している。